# Rifugio Monzoni
Das Rifugio Monzoni – „Torquato Taramelli“ oder nur Rifugio Monzoni bzw.  Rifugio Taramelli (deutsch Monzonihütte) ist eine Schutzhütte der Società degli Alpinisti Tridentini (SAT).

## Lage und Umgebung
Das Rifugio Monzoni liegt im gleichnamigen Tal dem Valle dei Monzoni im Gemeindegebiet von San Giovanni di Fassa in der Provinz Trient auf 2045 m s.l.m. Umgeben ist es von der Monzoni-Vallaccia Gruppe, einer Untergruppe der zu den Dolomiten zählenden Marmolatagruppe, die im Gegensatz zur letzteren nicht aus sedimentären Dolomit, sondern aus dem intrusiven Monzonit besteht, der nach der Gruppe benannt ist.

## Geschichte

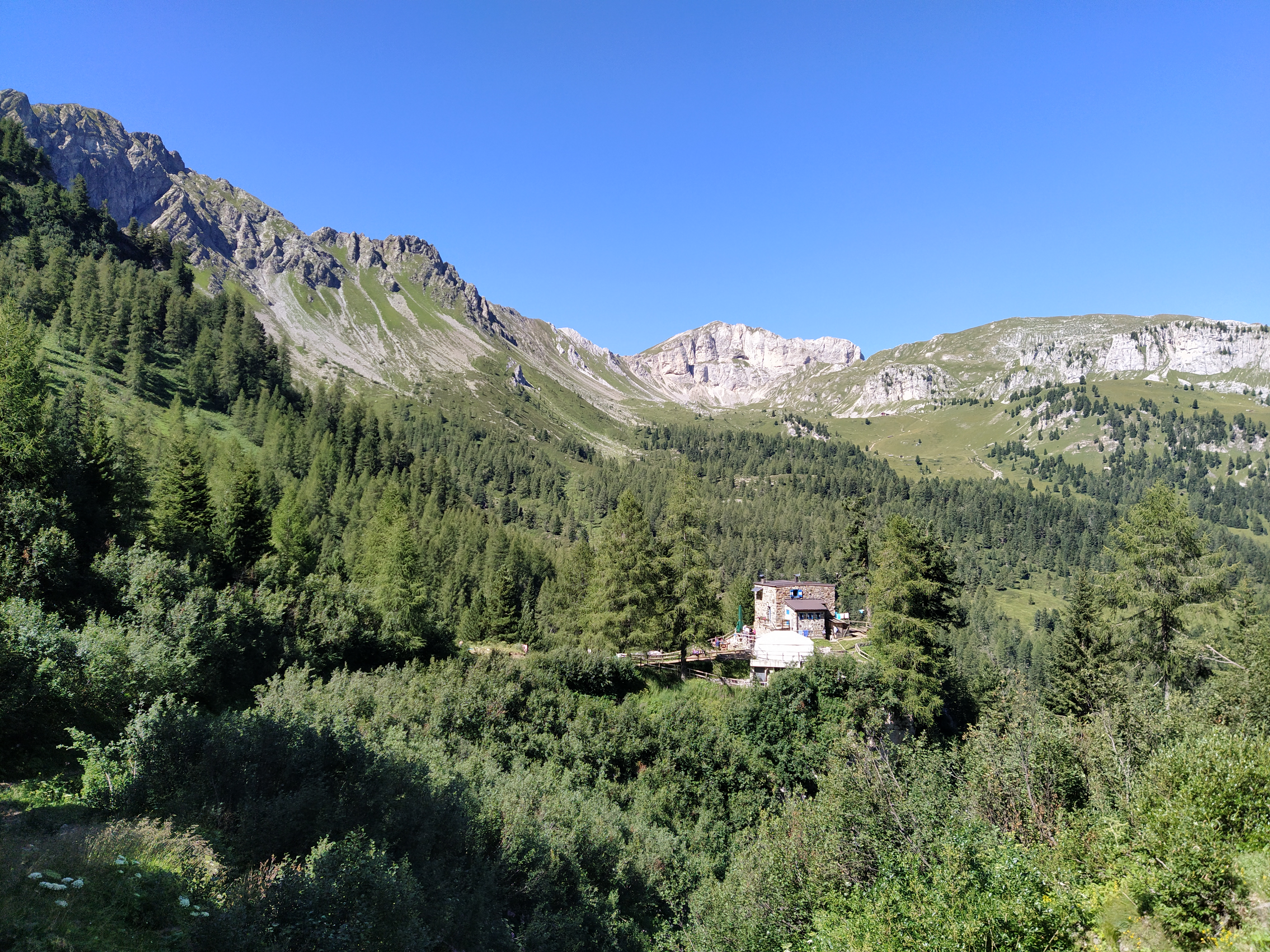
Die Hütte mit der Vallaccia im Hintergrund

Der Bau einer Schutzhütte in der Monzoni-Gruppe geht auf das Jahr 1902 zurück, als der SAT beschloss, eine Unterkunft für eine Gruppe von Geologen zu errichten, die diese geologisch sehr interessante Gegend im Rahmen des in Wien 1903 veranstalteten internationalen Geologenkongress besuchen wollten.
Im Gegensatz zur sonst in diesen Fällen üblichen Schenkung des Baugrundes, musste dieser aufgrund eines österreichfreundlichen Beamten in Pozza di Fassa, das bis zum Ende des Ersten Weltkrieges Teil der österreichisch-ungarischen Monarchie war, teuer erkauft werden, da der Beamte den Gemeindegrund dem bekannt italienfreundlichen Trentiner Bergsteigerverein SAT nicht so einfach überlassen wollte.
Am 9. August 1904 konnte das Rifugio unter Anwesenheit des bekannten Geologen und Universitätsprofessors Torquato Taramelli eingeweiht werden, der als Freiwilliger in den Reihen Garibaldis 1866 an der Schlacht bei Bezzecca teilgenommen hatte, Ehrenmitglied des SAT war und nachdem das Rifugio auch benannt wurde.
Bis zum Ersten Weltkrieg war es ein beliebtes Ziel von Geologen und Forschern, die in der Monzoni-Valacia Gruppe ihre Studien betrieben. Während des Krieges lag es unmittelbar hinter der zwischen Costabella und Punta Alochet verlaufenden österreichisch-ungarischen Frontlinie, die insbesondere 1915 und 1916 immer wieder Ziel italienischer Angriffe war. In dieser Zeit waren in der Hütte österreichisch-ungarische Befehlsstände und ein kleines Feldlazarett untergebracht.
Nichtsdestotrotz überstand das Rifugio sowohl den Ersten als auch den Zweiten Weltkrieg relativ unbeschadet und wurde nach 1945 für einige Zeit vom Museum für Wissenschaft in Trient betrieben.
1961 wurde es der SUSAT (Sezione Universitaria della Sat), der Universitätssektion des SAT anvertraut, die es auch heute noch betreibt. Es besitzt nach wie vor sein ursprüngliches würfelförmiges Aussehen, das charakteristisch für viele SAT-Hütten war, die Ende des 19. und Anfang des 20. Jahrhunderts errichtet wurden. Zwischen 1994 und 1996 wurde die Innenräume umfassend renoviert.

## Zugänge
- Von Malga Crocefisso, 1522 m ⊙ auf Talstraße bis Malga Monzoni dann Weg 603 (1 Stunde 15 Minuten)

## Nachbarhütten und Übergänge
- Zum Rifugio Passo Le Selle - Bergvagabundenhütte, 2530 m ⊙ auf Weg 604 in 1 Stunde 35 Minuten
- Zum Rifugio Vallaccia, 2250 m ⊙ auf Weg 603b, 624 in 1 Stunde 30 Minuten
- Zum Rifugio Contrin, 2016 m ⊙ auf Weg 603, 608 in 2 Stunden 45 Minuten
- Nach Moena, 1184 m ⊙ auf Weg 624, 616, 620 in 3 Stunden
- Zum Bivacco Zeni, 2100 m ⊙ in 2 Stunden 30 Minuten

## Gipfelbesteigungen
- Cima di Costabella, 2762 m ⊙ 4 Stunden 30 Minuten
- Cima di Malinverno, 2637 m ⊙ 2 Stunden 30 Minuten
- Punta della Valacia, 2637 m ⊙ 2 Stunden
- Sasso delle Undici, 2517 m ⊙ 2 Stunden